# Catedral de Canterbury
La catedral de Canterbury o de Cantórbery (en inglés: Canterbury Cathedral ) es una de las más antiguas y famosas estructuras cristianas en Inglaterra. Es la catedral del arzobispo de Canterbury, el primado de toda Inglaterra y el líder religioso de la Iglesia de Inglaterra. Esta iglesia madre de la Diócesis de Canterbury (al este Kent) es el centro del Anglicanismo. 
Su nombre oficial es Catedral e Iglesia Metropolitana de Cristo en Canterbury (en inglés: Cathedral and Metropolitical Church of Christ at Canterbury).
Fue nombrada patrimonio de la Humanidad por la Unesco en 1988, junto a la abadía de San Agustín y la iglesia de San Martín, también en Canterbury.

## Historia

### Agustín

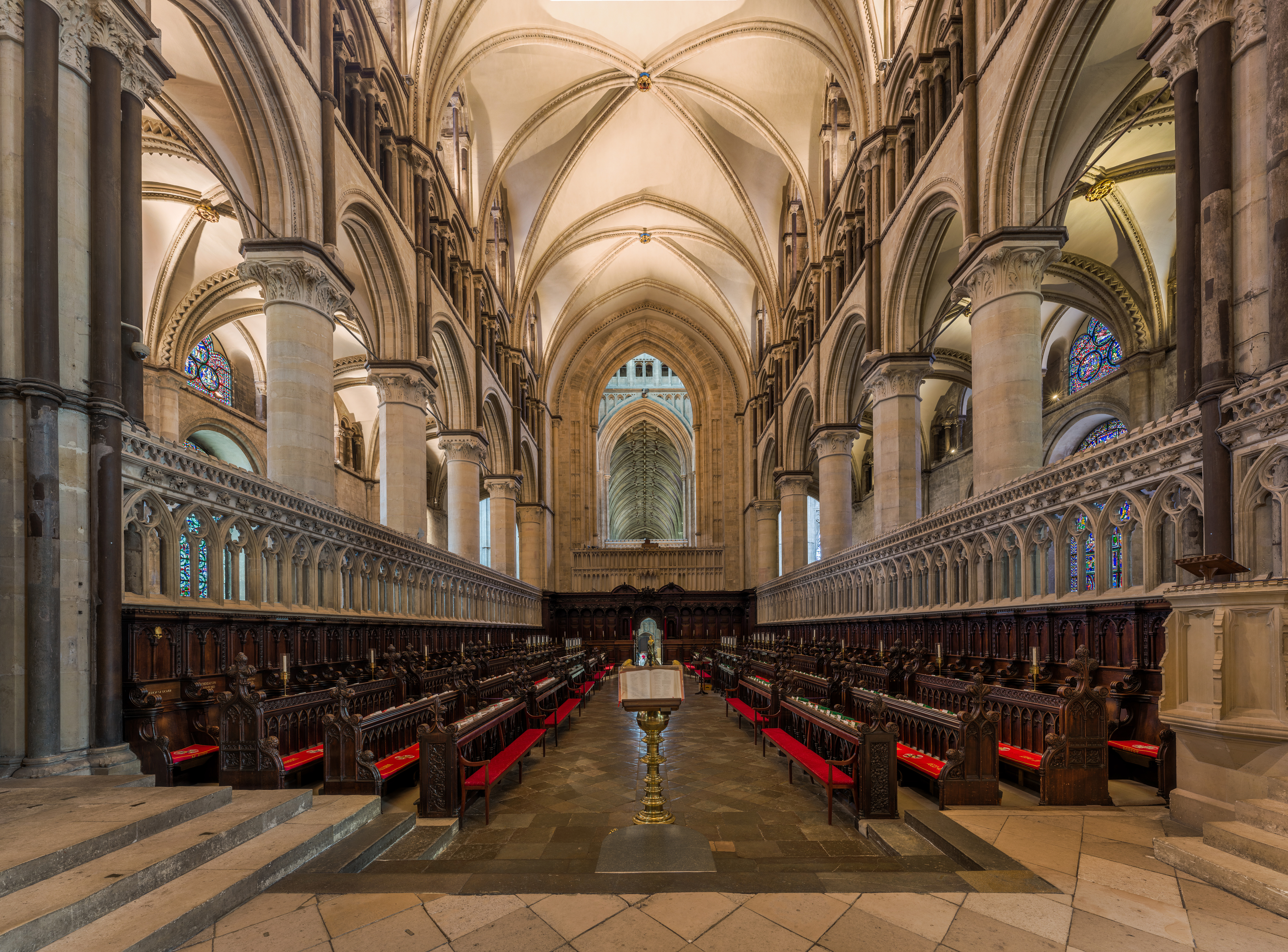
El coro, del.

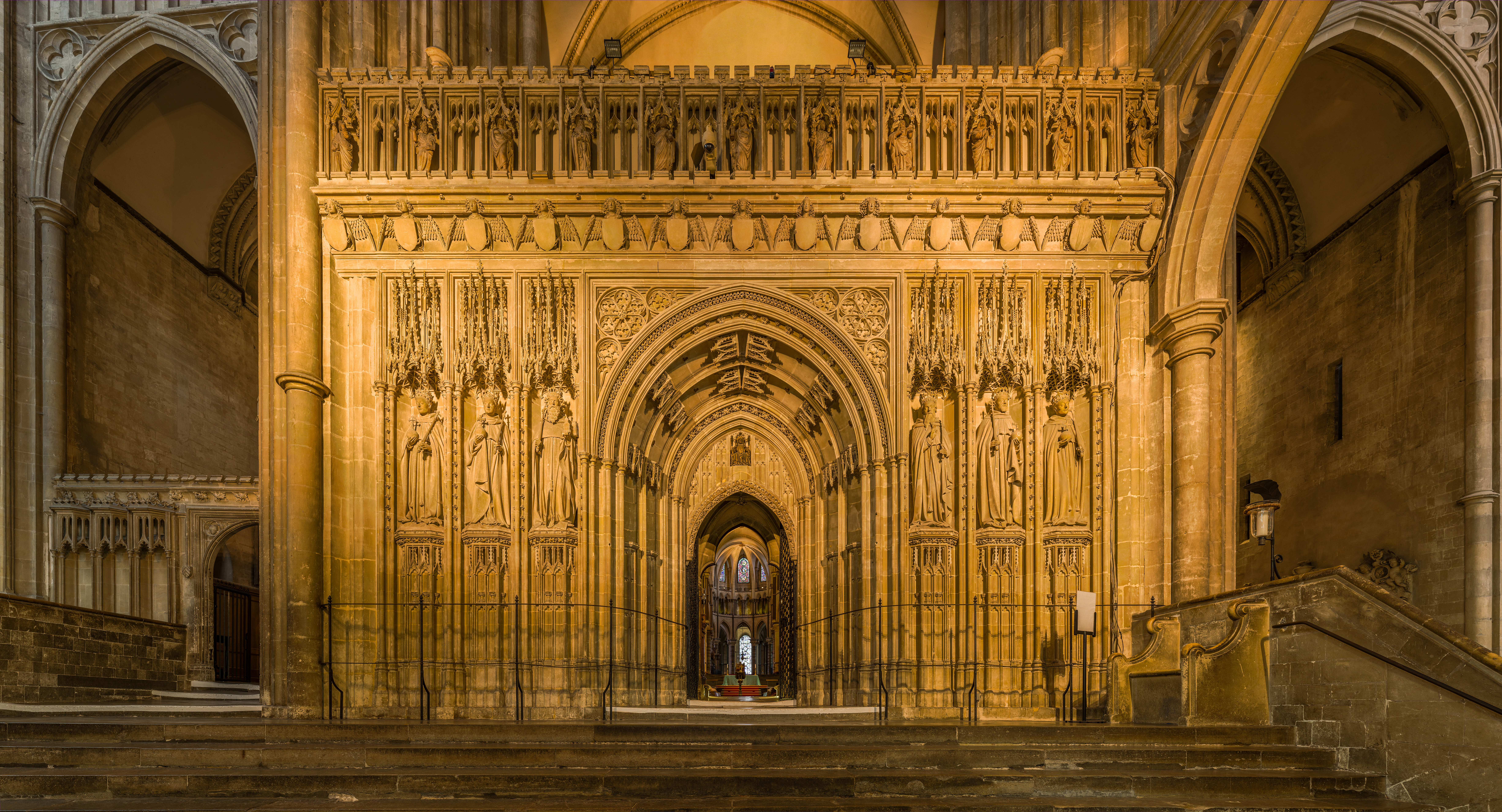
La pantalla del coro

El primer arzobispo de la catedral fue San Agustín quien antes había sido el abad de la Abadía benedictina de San Andrés en Roma, enviado a Inglaterra por el papa Gregorio Magno, llegando a la isla en el año 597.
San Beda el Venerable (en su Historia eclesiástica de los ingleses) registra cómo la catedral fue fundada por san Agustín, el primer arzobispo. Investigaciones arqueológicas realizadas bajo sus cimientos en 1993 revelaron los restos de esta primera etapa sajona de la Catedral, que había sido construida a un lado de una antigua vía romana. Esta primitiva iglesia había sido dedicada a San Salvador.
Además de Canterbury, san Agustín dirigió la fundación de la abadía benedictina de San Pedro y Pablo que se construyó fuera de los muros de la ciudad. Esta abadía más tarde fue dedicada al mismo san Agustín y fue durante muchos siglos el lugar último descanso de los arzobispos de la catedral. Los restos de esta abadía están hoy al cuidado de la oficina inglesa de conservación y forman parte, junto con la catedral y la iglesia antigua de San Martín, cerca de ahí, del Patrimonio de la Humanidad de Canterbury.

### Fin del periodo sajón y vikingo
- El segundo edificio del mismo eje agregado por el arzobispo Cuthbert (740-760) como bautista y dedicado a San Juan Bautista.
- Oda (941-958) renovó el edificio, aumentando considerablemente la nave.
- La comunidad de la catedral se convirtió en un monasterio benedictino con las reformas del arzobispo santo Dunstán. Se enterró santo Dunstan bajo el lado meridional del gran altar.
- Lyfing (1013-1020) y Aethelnoth (1020-1038) añadieron un ábside al oeste, que sirvió como oratorio de Santa María.

### Periodo normando
- Lanfranc (1070-1077), el primer arzobispo normando, reconstruyó la iglesia en ruinas de Saxon.
- San Anselmo hizo aumentar el quire hacia el este para permitir acoger a los monjes del monasterio que se había restablecido. La cripta de esta iglesia sigue siendo la más grande hoy de esta clase.

### Tomás Becket

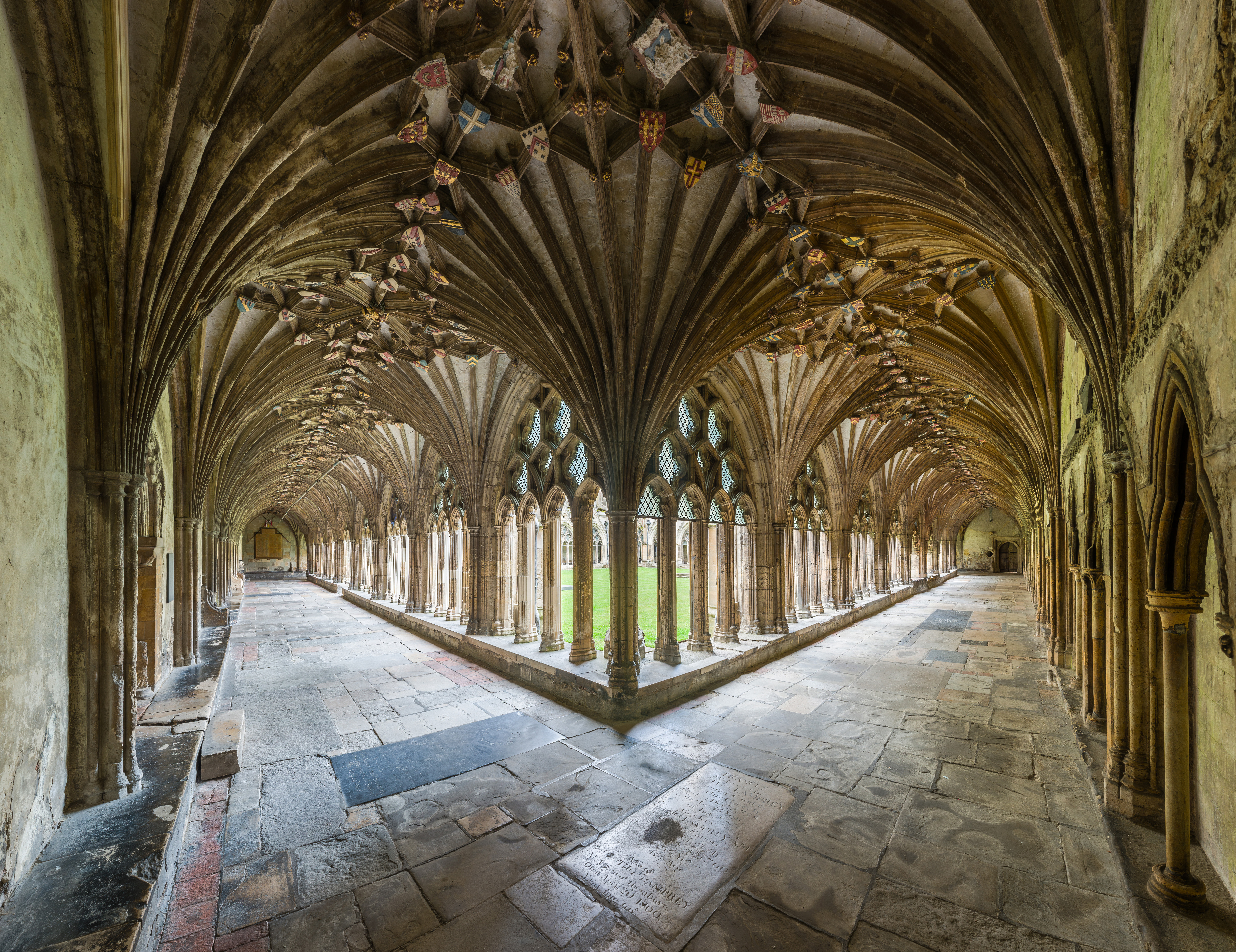
Claustro de la catedral de Canterbury.

Un capítulo oscuro en la historia de la catedral fue la decapitación de Thomas Becket en la esquina nordeste del interior del complejo el domingo, 29 de diciembre de 1170 por parte de unos guardias que oyeron por casualidad al rey Enrique II de Inglaterra diciendo «¿Quién me librará de este sacerdote indiscreto?» después de que tuvo un enfrentamiento con Becket. Los guardias tomaron las palabras del rey literalmente y asesinaron a Becket en su propia Catedral. Becket sería el segundo de cuatro arzobispos de Canterbury que fueron asesinados.
Después del desastroso incendio de 1174, que destruyó el extremo oriente de la catedral durante la gestión de Ricardo de Dover, Guillermo de Sens reconstruyó el lugar con un diseño mucho más moderno, Gótico, incluyendo altos arcos puntiagudos, arbotantes, con acentuación de las líneas verticales de los altos pilares y agujas en el exterior para crear alturas mayores en el interior. Más tarde, Guillermo el Inglés añadió la Capilla de la Trinidad como un lugar santo para las reliquias de Santo Tomás el Mártir. Con el tiempo otros entierros importantes se llevaron a cabo en este lugar, como el de Eduardo Plantagenet (el Príncipe Negro) y el Rey Enrique IV de Inglaterra. La Torre Corona (nombre original) fue construida en el extremo este para que contuviera la reliquia de la cabeza de Santo Tomás que le fue cercenada en su asesinato.
Los ingresos obtenidos por parte de los peregrinos (que incluyeron a personajes como Geoffrey Chaucer, autor de Los cuentos de Canterbury) quienes visitaban el santuario de Becket, considerado como un lugar de curación, pagaron en gran medida por todas las reconstrucciones subsecuentes de la Catedral y de sus edificios aledaños.

### Arquitectura

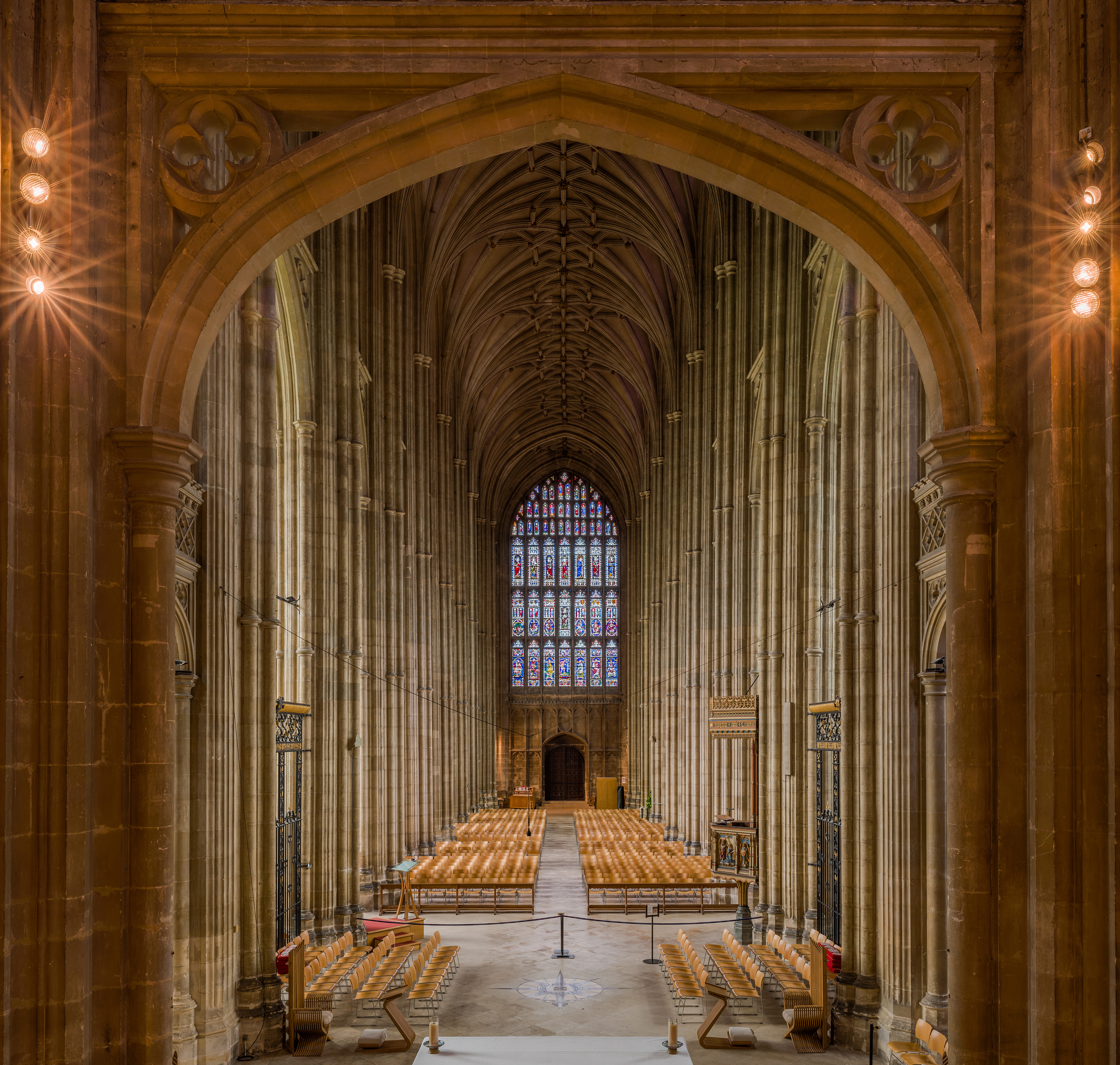
La nave central, de estilo
gótico perpendicular.

El Prior Thomas Chillenden (1390-1410) reconstruyó la nave de la catedral en su característico estilo gótico inglés durante su priorato.
La torre central normanda, original de Lanfranc, el «Campanario del Ángel» (Angel Steeple) como se le conocía a raíz de que estaba coronada por un ángel sobredorado, fue demolida en 1430. La reconstrucción de la torre ocurrió aproximadamente 50 años más tarde, comenzando en 1490, y terminando en 1510, su altura final fue de 91 metros. A esta torre nueva se le conoce como la «Torre de la Campana Harry» (la campana más antigua de la catedral), por el prior Herny de Eastry quien organizó la construcción, y durante un tiempo fue llamada “la torre más hermosa de la cristiandad”.
La campana de la torre todavía toca cien veces cada noche.

### Iglesia Hugonote francesa
Un letrero en la cripta de la catedral de Canterbury recuerda la fundación de la «Iglesia hugonote francesa» en 1550 por valones, oriundos la mayoría de Tournai y llevando nombres que todavía tratan con familiaridad a eso: Carbonel, Colignon, Delmé, Duquesne, Lefèvre, Morel, Philippot, etc. Estos reformados emigraron a Inglaterra en respuesta a la persecución de los protestantes por la Iglesia católica.

### Disolución de los monasterios
Durante la disolución de los monasterios, Canterbury dejó de ser una abadía, cuando todas las casas religiosas fueron suprimidas, en marzo de 1539.

### SigloXVIIIhasta el presente
- La Norman Northwest Tower original fue demolida por 1700 debido a problemas estructurales, y sustituida durante 1830 por una perpendicular a la Torre del Sudoeste, conocida actualmente como la Arundel Tower. Este fue el último cambio mayor en hacerse en la estructura de la catedral.
- Las ruinas del dormitorio del monasterio románico fueron sustituidas por una biblioteca neogótica construida en el siglo XIX. Este edificio fue destruido más adelante por una bomba durante la Segunda Guerra Mundial, que había sido dirigida a la catedral en sí, pero falló por unas yardas. Fue reconstruido en un estilo similar varios años después.

## Plano arquitectónico de la construcción actual

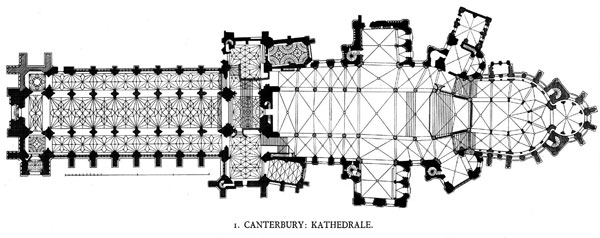
Planta de la catedral de Canterbury.

Una curiosa vista panorámica de la catedral del Canterbury y sus edificios conventuales anexos, pintada aproximadamente en 1165, es conservada en el gran salterio en la biblioteca del Trinity College de la Universidad de Cambridge. Esta vista exhibe que se tenía planeada la construcción de un gran claustro benedictino en siglo XII, y nos permite compararlo con el existente de la abadía de San Galo.
Los edificios en Canterbury, al igual que en la abadía de San Galo, forman grupos separados. La iglesia forma el núcleo. En contacto inmediato con este, sobre el lado norte, están el claustro y el grupo de edificios pertenecientes a la vida monástica. Apartados de estos, al oeste y al este, están los salones y cámaras destinados al ejercicio de la hospitalidad, que era obligación de cada monasterio proporcionar, ya fuera hacia personas invitadas, miembros del clero, viajeros, peregrinos o pobres que lo visitaran.

## La Fundación
La fundación es el establecimiento que provee de personal autorizado de la catedral, quien o quienes son los clérigos. El jefe de la catedral es el Reverendo Roberto Willis, que se asiste por un capítulo de 24 canónigos, de los cuales 4 son residentes, los otros son citas honorarias del clero mayor en la diócesis. Por la ley y costumbre inglesa pueden elegir solamente a la persona que ha sido nominada por el monarca con la recomendación del primer ministro. La fundación también incluye coristas, organistas y una gama de otros oficiales, algunos de estos ya están desapareciendo, por ejemplo el del peluquero de la catedral. La catedral tiene una fuerza de trabajo a tiempo completo de 250 personas que la hacen uno de los grandes empleadores del distrito.

## Organistas
- 1407 John Moundfield
- 1411 William Bonyngton
- 1420 William Stanys
- 1445 John Cranbroke
- 1499 Thomas Chart
- 1534 John Wodynsborowe
- 1547 William Selby
- 1553 Thomas Bull
- 1583 Matthew Godwin
- 1590 Thomas Stores
- 1598 George Marson
- 1631 Valentine Rother
- 1640 Thomas Tunstall
- 1661 Thomas Gibbes
- 1669 Richard Chomley
- 1692 Nicholas Wotton
- 1697 William Porter
- 1698 Daniel Henstridge
- 1736 William Raylton
- 1757 Samuel Porter
- 1803 Highmore Skeats
- 1831 Thomas Jones
- 1873 William Longhurst
- 1898 Harry Perrin
- 1908 Clement Palmer
- 1937 Gerald Knight
- 1953 Douglas Hopkins
- 1956 Sidney Campbell
- 1961 Allan Wicks
- 1988 David Flood